# Vääna (rivière)
La rivière Vääna (en estonien : Vääna jõgi) est une rivière qui s'écoule dans le Comté de Harju en Estonie,.

## Présentation
La rivière Väna coule sur toute sa longueur dans le comté de Harju. Le cours supérieur de la rivière coule dans les communes de Kiili et Saku, le cours intermédiaire principalement dans la commune de Saue et le cours inférieur se trouve entièrement dans la commune de Harku.
Ses affluents principaux sont la Pääsküla jõgi et la Pihuoja.
La rivière se jette dans la baie Lohusalu laht du golfe de Finlande.
La longueur de la rivière est de 64 km et la superficie de son bassin versant est de 315 km².
L'altitude de la surface de l'eau de la rivière est de 40,0 m à la source, et la chute moyenne de la rivière est de 0,69 m/km.
Jusqu'en décembre 1967, lorsque le cours supérieur initial de la rivière a été canalisé dans la rivière Pirita, la longueur de la rivière Vääna était de 75 kilomètres, tandis que le bassin versant était de 407 km².
Autrefois, il y avait des moulins à eau sur la rivière Vääna dans les manoirs de Saku et de Hüüru.

## Galerie

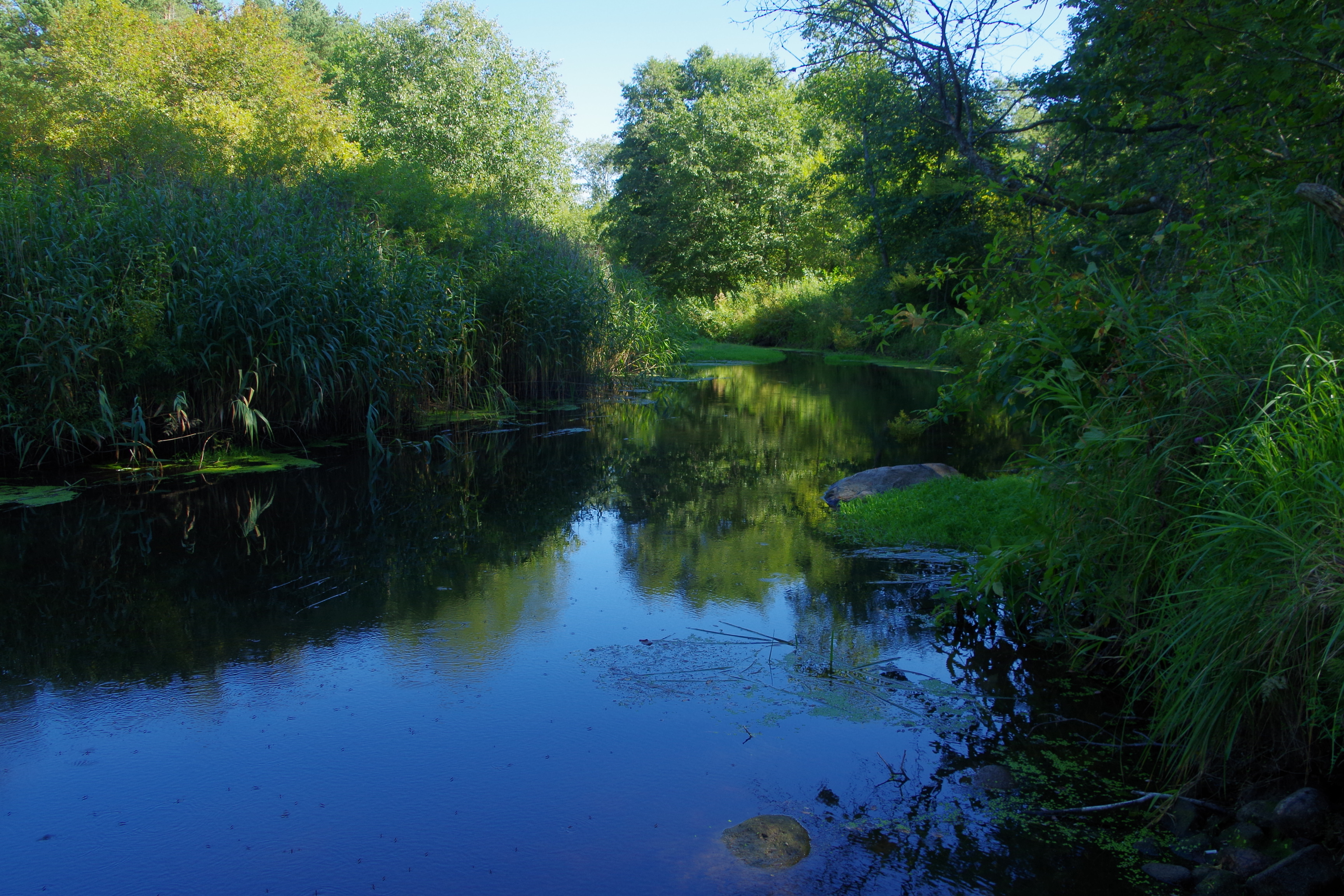
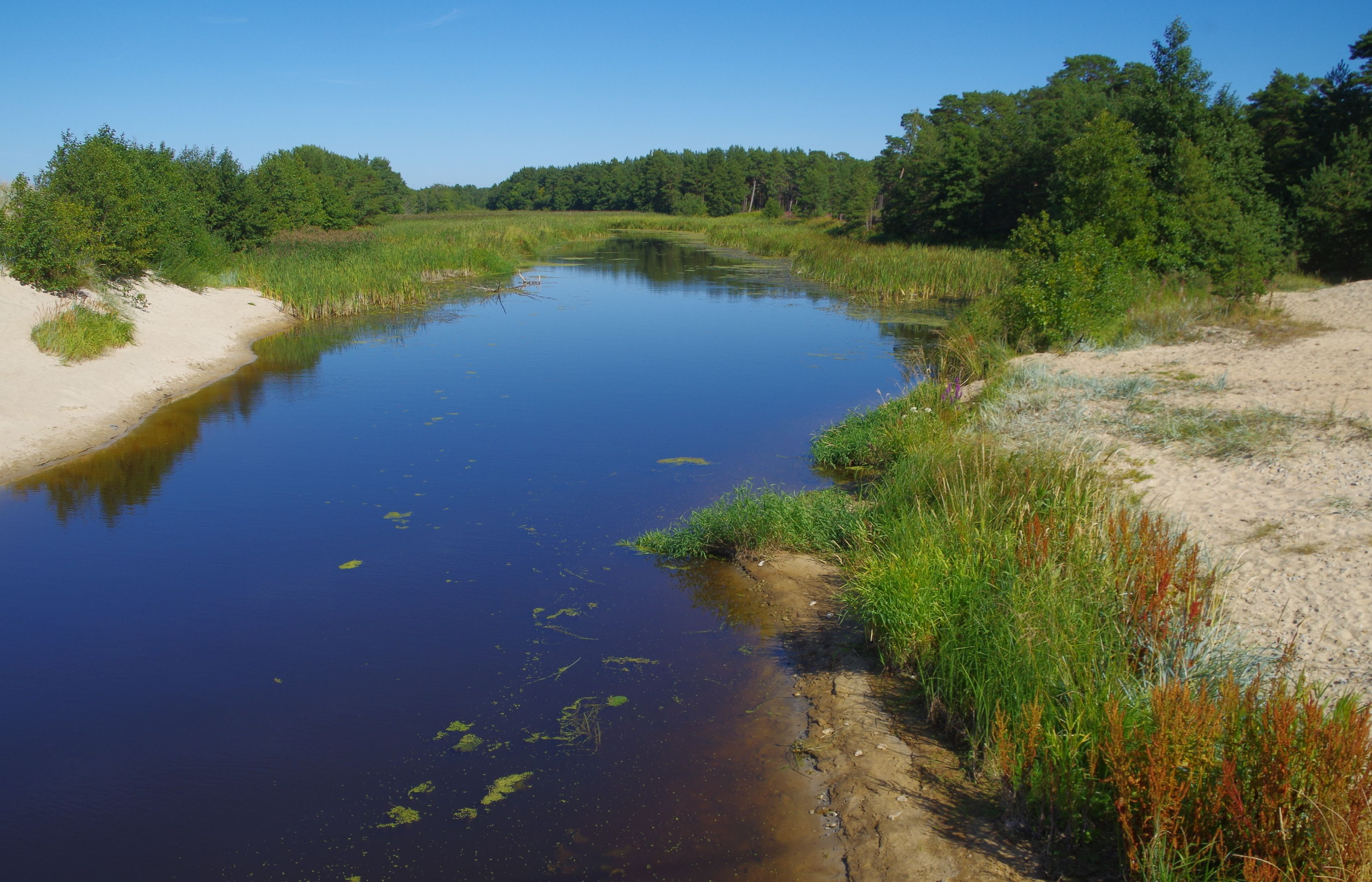
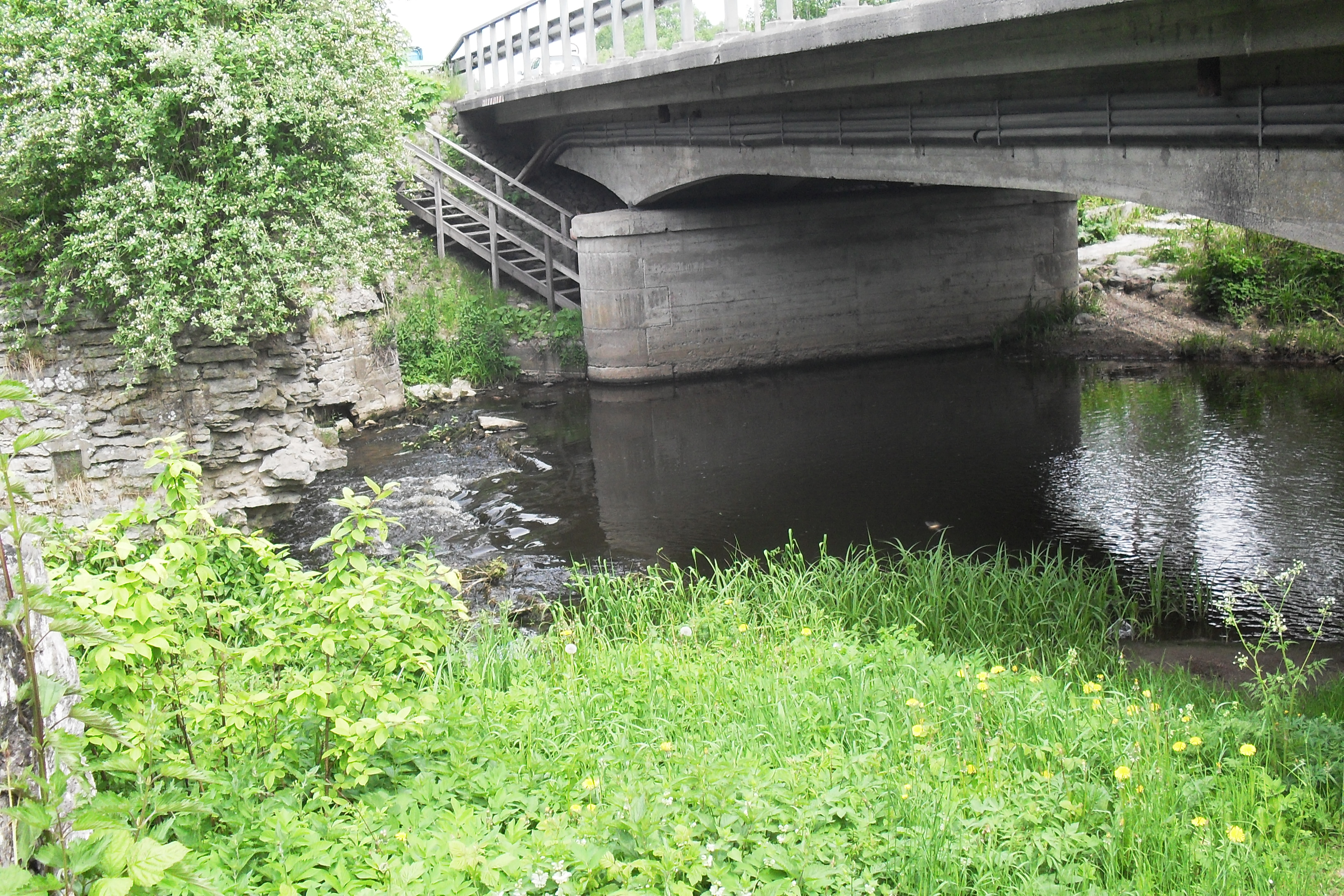
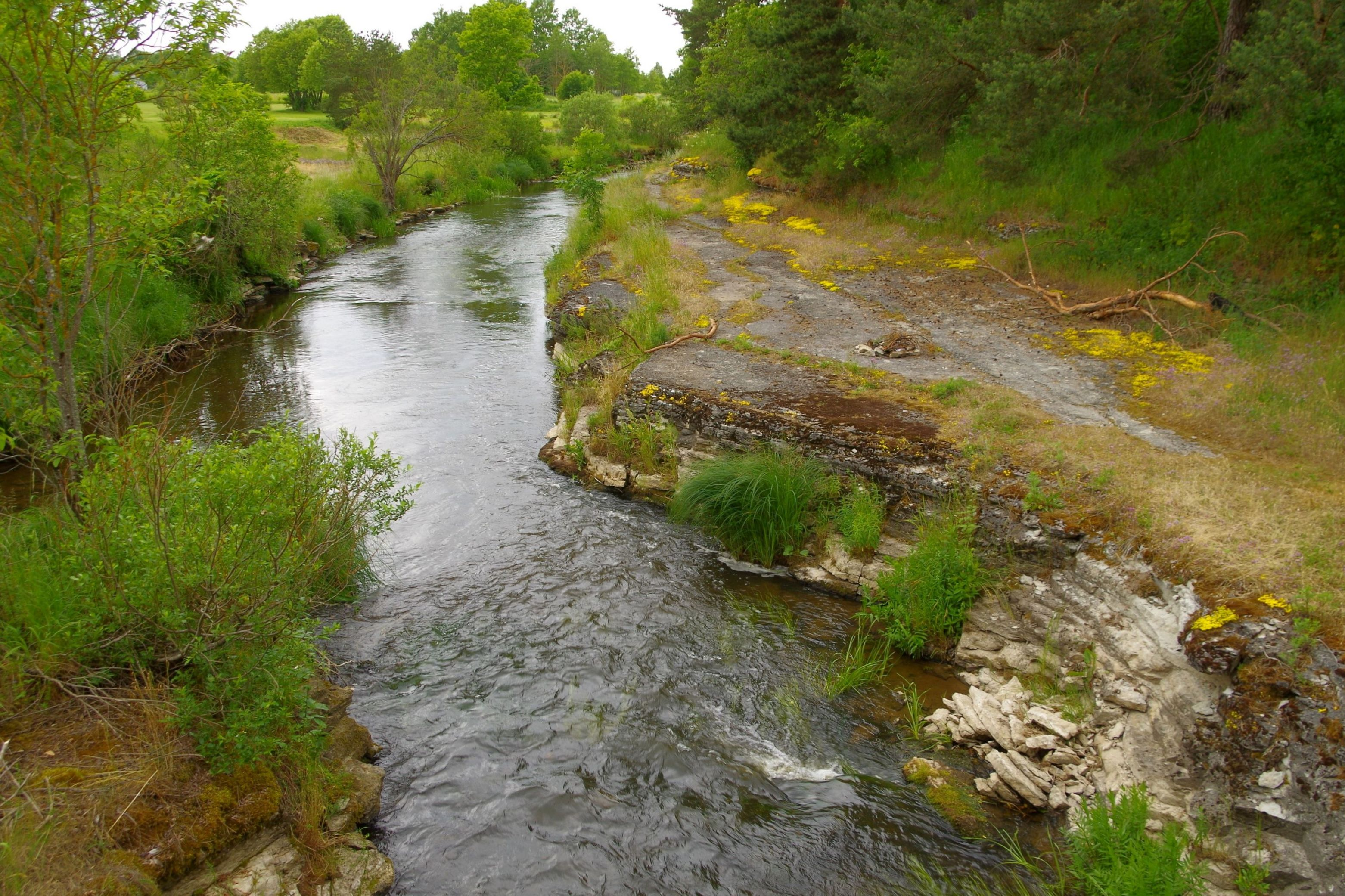

### Articles  connexes
- Liste des cours d'eau de l'Estonie